# Akheri
Akheri ist ein Verwaltungsbezirk (Ward) des Distrikts Meru in der tansanischen Region Arusha.

## Geografie
Akheri liegt im Norden von Tansania zwischen der Regionshauptstadt Arusha und der Distrikthauptstadt Usa River. Im Süden rund um den See Duluti liegt das Gebiet rund 1200 Meter hoch, nach Norden steigt es Richtung Mount Meru auf über 1600 Meter an. Der Bezirk hat eine Fläche von 16,7 Quadratkilometern.
Bei der Volkszählung 2022 lebten hier 17.236 Menschen in 5291 Haushalten.

## Gliederung
Der Bezirk besteht aus drei Gemeinden (Mtaa) mit elf Orten (Kitongoji):
| Patandi - Duluti - Patandi - Tengeru - Mavinuni | Nguruma - Nguruma Kati - Muraiweni - Manyire - Maksoru | Akheri - Maringa - Nkoamalay - Ifuriny |

## Wirtschaft und Infrastruktur
- Bildung: Die Akheri Secondary School ist eine staatliche weiterführende Tagesschule, die Jugendliche bis zur 4. Stufe ausbildet.[6]
- Gesundheit: In der Gemeinde Patandi befindet sich eine Apotheke, die auch kleine chirurgische Eingriffe durchführt.[7]

## Sonstiges
In Akheri befindet sich ein Regionalhaus der Barmherzige Schwestern vom hl. Karl Borromäus von Trier mit Exerzitienhaus und Gästehaus.